# Hemitriccus
Hemitriccus is een geslacht van zangvogels uit de familie tirannen (Tyrannidae).

## Soorten
Het geslacht kent de volgende soorten:
- Hemitriccus cinnamomeipectus – Kaneelborsttodietiran
- Hemitriccus cohnhafti – Acretodietiran
- Hemitriccus diops – Teugelvlektodietiran
- Hemitriccus flammulatus – Gestreepte todietiran
- Hemitriccus furcatus – Vorkstaarttodietiran
- Hemitriccus granadensis – Zwartkeeltodietiran
- Hemitriccus griseipectus – Witborsttodietiran
- Hemitriccus inornatus – Pelzelns todietiran
- Hemitriccus iohannis – Johannes' todietiran
- Hemitriccus josephinae – Bootsnaveltodietiran
- Hemitriccus kaempferi – Bruinrugtodietiran
- Hemitriccus margaritaceiventer – Witbuiktodietiran
- Hemitriccus minimus – Witkeeltodietiran
- Hemitriccus minor – Snethlages todietiran
- Hemitriccus mirandae – Geelborsttodietiran
- Hemitriccus nidipendulus – Groenrugtodietiran
- Hemitriccus obsoletus – Bruinborsttodietiran
- Hemitriccus orbitatus – Briltodietiran
- Hemitriccus rufigularis – Bruinkeeltodietiran
- Hemitriccus spodiops – Grijsteugeltodietiran
- Hemitriccus striaticollis – Streepnektodietiran
- Hemitriccus zosterops – Witoogtodietiran